# Luzia Inglês Van-Dúnem
Pour les articles homonymes, voir Van-Dúnem.
Luzia Pereira de Sousa Inglês Van-Dúnem, née le 11 janvier 1948, est une femme politique angolaise, féministe et experte en télécommunications militaires. Elle est membre de l'Assemblée nationale angolaise, en tant que membre du Mouvement populaire de libération de l'Angola (MPLA)..

## Biographie
Van-Dúnem est née à Luanda, en Angola, le 11 janvier 1948. Elle est la fille du ministre méthodiste Guilherme Inglês. En 1961, son père est assassiné par les forces coloniales à la suite du soulèvement du 15 mars. Sa mère décède peu de temps après, elle et ses sœurs rejoignent par la suite le Movimento Popular de Libertação de Angola. De 1964 à 1967, elle est à Kinshasa et à Brazzaville avec le MPLA; à Brazzaville, elle suite une formation militaire. En 1968, elle se rend en Union soviétique pour suivre une formation en télécommunications. En 1973, elle prend la tête de la station de communication de Cassamba (en). Pendant la guerre d'indépendance de l'Angola, Van-Dúnem est un transmettrice dans les 2e et 3e régions politiques militaires,. De 1976 à 1991, elle est responsable du centre de communication du commandant en chef des forces armées angolaises,.
Elle épouse Afonso Van-Dúnem M'binda (en), un ancien ambassadeur angolais auprès des Nations unies (ONU) avec qui elle a quatre enfants. Alors que son mari est nommée ambassadeur en 1991, elle travaille pour l'ONU et coordonné le Groupe des femmes africaines,. En 1999, elle est élue secrétaire générale de l'Organização Mulher Angolana (OMA), qui est la branche féminine du Mouvement populaire de libération de l'Angola (MPLA), et est réélue en 2005,,. En 2008, elle est élue au parlement angolais, lors des premières élections depuis 1992. Défenseure des droits des femmes, elle est l'un des principaux promoteurs de l'introduction d'une loi qui signifie qu'au moins 30% des personnes proposées sur les listes d'un parti politique doivent être des femmes. Cela augmente la représentation des femmes au parlement et lors des élections de 2008, les femmes représentent 36% des membres élus.
En 2014, elle devient la première femme angolaise à être promue au poste d'officier général des forces armées angolaises; la promotion est décrétée par le président José Eduardo dos Santos,. Aux élections générales de 2017, elle est élue député de l'Angola par le Cercle électoral national. En 2020, elle est élue secrétaire régionale de l'Organisation panafricaine des femmes (OPM).